# Anthony Jones
Anthony Jones, född 7 april 1955, är en friidrottare från Barbados. Han deltog vid olympiska sommarspelen 1984.